# Échelle ILR
Pour les articles homonymes, voir ILR.
L'échelle Interagency Language Roundtable est un ensemble descriptif d'habiletés à communiquer dans une langue. Il s'agit de l'échelle d'évaluation standard pour mesurer les compétences linguistiques dans le gouvernement fédéral des États-Unis. Cette échelle a été développée initialement par l'organisme Interagency Language Roundtable (ILR), avec la contribution du Foreign Service Institute des États-Unis, le prédécesseur du National Foreign Affairs Training Center (NFATC). Celle échelle évalue les compétences linguistiques des personnes sur des niveaux allant de 0 à 5.  Les niveaux 0+, 1+, 2+, 3+, ou 4+ sont utilisés lorsque les compétences de la personne excèdent significativement celles d'un niveau donné, mais sont insuffisantes pour atteindre le niveau supérieur. Cela signifie qu'il y a au total 11 niveaux. Ces niveaux peuvent être attribués individuellement pour différentes compétences, par exemple la lecture, l'expression orale, la compréhension orale, l'expression écrite, la traduction à partir d'une source écrite, la traduction à partir d'une source audio, l’interprétation ou les communications interculturelles. Certaines de ces compétences peuvent être désignées par des abréviations, par exemple "S-1" pour expression orale de niveau 1.

## ILR Niveau 0 – Aucune compétence
Le niveau le plus bas de cette échelle, correspondant à une compétence nulle, est le niveau 0. Voici les caractéristiques d'un locuteur situé à ce niveau :
- L'expression orale est limitée à quelques mots, occasionnels et isolés ;
- Est en mesure de poser des questions et de faire des déclarations avec une précision raisonnable, mais uniquement avec des énoncés ou des formules mémorisés ;
- Incapable de lire un texte suivi, mais apte à lire des chiffres, des mots ou des phrases isolées, des noms de personnes ou d'endroits, des panneaux de signalisation, de bureaux ou de magasins ;
- Compréhension limitée à des mots occasionnels ou isolés, ou des énoncés mémorisés qui concernent des niveaux de besoins immédiats ;
- Peut être en mesure de produire des symboles en utilisant un système alphabétique ou syllabique ou en utilisant 50 des caractères les plus communs.

## ILR Niveau 1 – Compétence élémentaire
Le niveau de compétence élémentaire est le niveau 1. Voici les caractéristiques d'un locuteur situé à ce niveau :
- Peut répondre aux besoins liés à un voyage et se comporter poliment ;
- Peut recourir à des questions et des réponses pour des sujets simples, à propos de domaines d'expérience limités ;
- Apte à comprendre des questions et un discours de base, ce qui facilite sa compréhension générale d'autant plus si l'élocution est ralentie ou s'il peut faire répéter son interlocuteur ;
- L'étendue de son vocabulaire lui permet uniquement d'exprimer des besoins de base ; il commet fréquemment des erreurs grammaticales et de ponctuation à l'écrit ;
- Son discours est généralement très laborieux ;
- En général, il est capable d'interagir dans sa vie courante de manière basique. Il est notamment capable de faire des achats, de dire l'heure, de passer commande pour un repas simple ou encore de s’enquérir de son chemin sommairement.

## ILR Niveau 2  – Compétence professionnelle limitée
Le niveau de compétence professionnelle limitée correspond au niveau 2 sur cette échelle. Voici les caractéristiques d'un locuteur situé à ce niveau:
- Peut participer à des interactions sociales routinières et satisfaire à des exigences de travail limitées;
- Peut faire face avec confiance à la plupart des situations sociales de base, incluant les présentations et des conversations informelles à propos des événements actuels, du travail, de la famille, et d'informations autobiographiques;
- Peut répondre à des exigences de travail limitées, mais a besoin d'aide pour répondre à des situations plus complexes ou difficiles; peut comprendre l'essentiel de la majorité des conversations sur des sujets non techniques (c.-à-d. des sujets qui ne nécessitent pas de connaissances spécialisées), et possède un vocabulaire suffisant sur le plan de l'expression orale pour répondre simplement, en employant toutefois certaines circonvolutions;
- A un accent qui, bien que souvent très prononcé, est intelligible;
- Peut généralement construire ses phrases assez précisément, mais n'a pas une compréhension complète ou une bonne maîtrise de la grammaire.

## ILR Niveau 3 – Compétence professionnelle générale
Le niveau de compétence professionnelle générale correspond au niveau 3 sur cette échelle. Le niveau 3 est le barème permettant de mesurer combien de personnes sur la Terre parlent une langue donnée. Voici les caractéristiques d'un locuteur situé à ce niveau:
- Est en mesure de parler la langue avec une précision suffisante sur le plan de la structure et du vocabulaire pour prendre part efficacement à la plupart des conversations sur des sujets pratiques, sociaux et professionnels;
- Peut discuter d'intérêts particuliers et de sujets spécialisés avec une aisance raisonnable;
- Comprend presque entièrement une conversation menée à un débit normal;
- Possède un vocabulaire général suffisamment étendu, au point où la personne a rarement à tâtonner pour trouver un mot;
- A un accent qui est clairement étranger; maîtrise bien la grammaire; les erreurs commises n'interfèrent presque jamais avec la compréhension et désorientent rarement un locuteur de langue maternelle.

## ILR Niveau 4 – Compétence professionnelle avancée
Le niveau de compétence professionnelle avancée correspond au niveau 4 sur cette échelle. Voici les caractéristiques d'un locuteur situé à ce niveau:
- Apte à s'exprimer couramment et avec exactitude à tous les niveaux et d'une manière pertinente aux besoins professionnels;
- Peut comprendre et participer à n'importe quelle conversation relative à sa vie ou à sa propre expérience professionnelle avec une précision de vocabulaire et un degré d'aisance élevés;
- Peut rarement être confondu avec un locuteur de langue maternelle, mais peut répondre de manière approprié, même lorsqu'il se retrouve sur un terrain ou une situation inhabituelle;
- Ne commet que de très rares et mineures fautes de prononciation ou de grammaire;
- En mesure de comprendre les interprétations informelles de la langue.

## ILR Niveau 5 – Compétence de locuteur bilingue ou de langue maternelle
Le locuteur de langue maternelle ou bilingue correspond au niveau 5 de cette échelle. Voici les caractéristiques d'un locuteur situé à ce niveau:
- Possède des compétences équivalentes à celle d'un locuteur de langue maternelle instruit.
- Parle couramment la langue, de telle sorte qu'à tous les niveaux, le discours est pleinement accepté par des locuteurs de langue maternelle instruits et ce sur toutes ses caractéristiques, incluant la richesse du vocabulaire, les expressions idiomatiques, le registre familier, ainsi que sur le plan des références culturelles pertinentes.